# Gwiazdozbiór Bliźniąt
Bliźnięta (łac. Gemini, dop. Geminorum, skrót Gem) – 30. co do wielkości, jeden z bardziej charakterystycznych gwiazdozbiorów. Bliźnięta to trzeci gwiazdozbiór zodiakalny. Posiada dwie charakterystyczne, sąsiadujące ze sobą gwiazdy – Kastora i Polluksa. Przez gwiazdozbiór przebiega w naszych czasach 27,8° ekliptyki – niemal cały znak Raka, wraz z punktem przesilenia letniego. Słońce przebywa na tle tego gwiazdozbioru od 21 czerwca do 20 lipca. W Polsce widoczny od jesieni do wiosny, a w szczególności w grudniu i styczniu, kiedy góruje około północy. Liczba gwiazd dostrzegalnych nieuzbrojonym okiem: około 70.

## Pochodzenie nazwy gwiazdozbioru
Obszar nieba określany dziś jako konstelacja Bliźniąt, a w szczególności dwie jego najjaśniejsze gwiazdy, prawie we wszystkich kulturach był łączony z lokalnymi mitami. W Egipcie obiekty te identyfikowano z parą kiełkujących ziaren, natomiast w kulturze fenickiej przypisywano im postać pary kozłów. Najbardziej jednak powszechną interpretacją jest opis oparty na mitach greckich, w których ten obszar nieba przedstawia bliźnięta trzymające się za ręce, Kastora i Polluksa. Należeli oni do załogi statku Argonautów, byli synami Ledy, a ojcem każdego z nich był kto inny: Kastora – król Sparty Tyndareos, Polluksa – sam Zeus. Ich siostra Helena została królową Sparty, a jej uprowadzenie przez Parysa doprowadziło do Wojny Trojańskiej. Bliźnięta mieli liczne wspólne przygody. Herkules uczył się od Polluksa sztuki władania mieczem. Kastor i Polluks z powodu uczucia do Phoebe i Hilarii zostali wplątani w walkę z inną parą bliźniąt, Midasem i Lynceusem. Lynceus zabił Kastora, ale Zeus w rewanżu zabił piorunem Lynceusa. Nieśmiertelny Polluks nieustannie rozpaczał z powodu śmierci brata i marzył o tym, by podążyć za nim do Hadesu. Zeus z litości pozwolił im mieszkać na przemian w Hadesie i na Olimpie. Po śmierci Kastora jego brat Polluks poprosił Zeusa o obdarzenie brata nieśmiertelnością. Najważniejszy z greckich bogów postanowił wtedy umieścić obu braci na niebie.

## Jak odnaleźć konstelację
Gwiazdozbiór nie jest trudny do odnalezienia. Większość gwiazd tworzących zarys konstelacji świeci z jasnością mniejszą niż 4 magnitudo i tym samym stanowią łatwe obiekty obserwacyjne. Istnieje kilka sposobów na odnalezienie Bliźniąt na niebie. Można wykorzystać gwiazdy: Syriusza w Wielkim Psie oraz Procjona w Małym Psie. Łuk przechodzący przez te obiekty wskaże na Polluksa i Kastora. Inny sposób polega na wykorzystaniu gwiazd znajdujących się w konstelacji Oriona. Linia utworzona z gwiazd Rigel i Alnitak kieruje na Polluksa, natomiast linia utworzona z gwiazd Mintaka i Betelgezy wskaże Kastora.

## Gwiazdy Bliźniąt
Jest to jedna z najłatwiejszych do znalezienia konstelacji. Dwie niemal jednakowo jasne gwiazdy Kastor i Polluks oznaczają głowy bliźniaków. Łatwo widzialna linia gwiazd wiodąca przez Kappę, Deltę, Zetę i Gammę tworzą ciało Polluksa. Równoległa linia gwiazd od jasnego Kastora poprzez gwiazdy trzeciej i czwartej wielkości Tau, Epsilon, Mi, Eta znaczą ciało Kastora.
- Kastor (Alfa Geminorum), gwiazda wielokrotna, składająca się z sześciu składników: układu dwóch gwiazd spektralnie podwójnych oraz niezwiązanego fizycznie z nimi układu podwójnego z czerwonym karłem, który jest gwiazdą podwójną zaćmieniową.
- Polluks (Beta Geminorum), gwiazda pierwszej wielkości, jest najjaśniejszą gwiazdą w Bliźniętach pomimo oznaczenia Beta. Ten pomarańczowy olbrzym typu K znajduje się w odległości zaledwie 34 lat świetlnych od Słońca, jest około 70% masywniejsza niż Słońce i 46 razy jaśniejszy od niego. Polluks jest najbliższym Słońcu olbrzymem[1]. W 2006 roku odkryto krążącą wokół niej planetę Polluks b, gazowego olbrzyma, planetę typu jowiszowego[3]. Jej okres obiegu wynosi 589,64 dnia i porusza się po orbicie ekscentrycznej. Masa planety została oszacowana 2,9 masy Jowisza[2].
- Gamma Geminorum (Alhena), o jasności 1,93m
- Mi Geminorum (Tejat), o jasności 2,87m
- Epsilon Geminorum (Mebsuta), jasność 3,06m
- Eta Geminorum (Propus), jest czerwonym olbrzymem, którego kolor jest wyraźnie widoczny przez lornetkę. Jest to gwiazda podwójna półrozdzielona i zmienna półregularna, o jasności zmieniającej się w granicach 3,1-3,9m co 234 dni, z towarzyszem typu widmowego B, który krąży w odległości około jednego miliarda kilometrów z okresem 8,2 roku. Powoduje to jego zaćmiewanie co 8,2 roku, dzięki czemu jest atrakcyjnym celem obserwacji amatorskich. Kolejny towarzysz krąży w jeszcze większej odległości z okresem około 700 lat, ale nie wywołuje zaćmień. Mając temperaturę około 3600°, jest gwiazdą zimną, mimo to jest ponad 2000 razy jaśniejszą od Słońca. Z temperatury i jasności wynika, że musi być aż 130 razy większa od Słońca[4]
- Ksi Geminorum (Alzirr), jasność 3,35m
- Delta Geminorum (Wasat), jasność 3,50m z towarzyszem o jasności 8,1m
- Kappa Geminorum, podwójna – jasności składników 3,6m i 9,5m
- Lambda Geminorum, jasność 3,57m
- Theta Geminorum, jasność 3,6m
- Jota Geminorum, jasność 3,78m
- Zeta Geminorum (Mekbuda), gwiazda podwójna i zmienna jednocześnie (cefeida o jasności 3,7-4,1m i okresie 10,2 dnia)
- Ni Geminorum, jasność 4,2m
- 38 Geminorum, gwiazda podwójna, jasności składników 4,7m i 7,7m
- HD 50554, gwiazda ciągu głównego. Oddalona od Słońca o 101,21 lat świetlnych, a jej jasność widzialna to 6,86m. Jej masa wynosi 1,04 masy Słońca, a promień to 1,11 promienia Słońca. W 2002 roku odkryto wokół niej planetę krążącą po ekscentrycznej orbicie o mimośrodzie 0,5 i półosi wielkiej 2,41 au. Szacunkowa masa planety wynosi 5,16 masy Jowisza, a okres obiegu 1293 dni[2].
- R Geminorum, miryda
- W Geminorum, cefeida klasyczna
- X Geminorum, miryda
- BU Geminorum, gwiazda zmienna nieregularna

## Interesujące obiekty
- Messier 35 (NGC 2168) – jasna otwarta gromada gwiazd widoczna gołym okiem, o średnicy większej niż tarcza Księżyca. Odkrył ją Philippe Loys de Chéseaux około 1745 roku. Składa się z kilkuset gwiazd, jednak tylko około 120 z nich jest jaśniejsza niż 13m. M35 jest oddalona od nas o 2700 lat świetlnych i zajmuje obszar około 28 minut łuku[2]. Na ciemnym niebie trudno jest ją dostrzec nieuzbrojonym okiem, ale już w małym teleskopie widać dziesiątki gwiazd w pętlach i rozpryskach, zajmujących obszar o średnicy większej od średnicy Księżyca[1].
- NGC 2392 (Mgławica Eskimos) – to piękna mgławica planetarna, w 20-centymetrowym teleskopie wygląda jak mały jasnoniebieski dysk o niewyraźnych krawędziach. Zawiera jaśniejszy dysk wewnętrzny i łatwo dostrzegalną gwiazdę centralną. Teleskop o dużej średnicy pozwoli odkryć wokół mgławicy gazową otoczkę, przypominająca kaptur ubrania Eskimosów, skąd NGC 2392 wzięła swoją nazwę. Czasem mgławica nazywana jest też Twarzą Klauna[4]. Odkryta przez Williama Herschela w 1787 jest oddalona od nas o ponad 2870 lat świetlnych[2].
- NGC 2158 – gromada otwarta znajduje się zaledwie 15 minut łuku od M35. Zawiera znacznie więcej gwiazd niż M35 i jest dziesięciokrotnie od niej starsza (jej wiek ocenia się na 1,05 miliarda lat). Odległość od Słońca szacuje się na 16 tysięcy lat świetlnych. Gromada jest zdominowana przez żółte gwiazdy, stąd też kolor całego obiektu. NGC 2158 została odkryta przez Wiliama Herschela w 1784[2]. W 20-centymetrowym teleskopie można rozdzielić tę bardzo odległą gromadę na małe pasmo mgły z kilkoma bladymi błyskami w środku[1].
- NGC 2129 – otwarta gromada gwiazd.

## Roje meteorów
W pobliżu Kastora (α Gem) znajduje się radiant jednego z bogatszych rojów meteorów, znanego jako Geminidy. Rój powstał w wyniku rozpadu planetoidy (3200) Phaethon. Jego aktywność trwa przeciętnie od 7 do 19 grudnia, z maksimum zazwyczaj w nocy z 14 na 15 grudnia (do 60 meteorów na godzinę). Ich ciało macierzyste zbliża się wyjątkowo blisko do Słońca, stąd też podlega silnemu ogrzewaniu podczas przejścia przez peryhelium orbity. Powoduje to sublimację materii planetoidy, termiczną erozję i kruszenie skał, która to materia tworzy za nią swego rodzaju warkocz na wzór komety.